# Portree

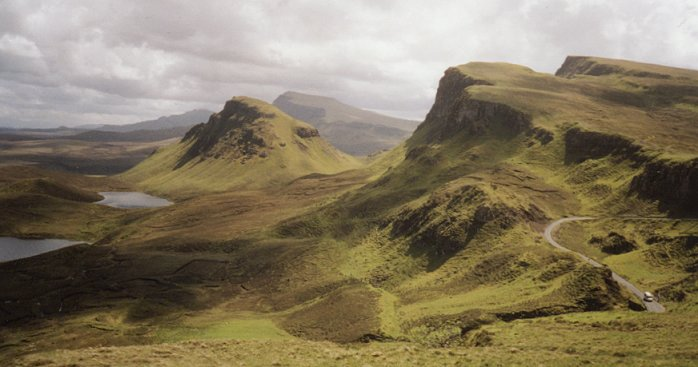
Quiraing

Portree (/pɔːrˈtriː/ en gaélico escocés, Port Rìgh [pʰɔrˠʃtˈ̪ɾiː]) es la localidad más grande y la capital de la isla de Skye, en las Hébridas Interiores de Escocia (Reino Unido). Tiene una población estimada, a mediados de 2020, de 2310 habitantes.
Es el lugar donde se encuentra la única escuela secundaria de la isla, Portree High School. El transporte público está limitado a autobuses.
Portree tiene un puerto, enmarcado en acantilados, con un muelle diseñado por Thomas Telford.
Entre las atracciones de la localidad está el Aros Centre, que celebra la herencia gaélica de la isla. La localidad también sirve como centro para los turistas que exploran la isla.
El Royal Hotel es el lugar donde está la MacNab's Inn, el último lugar de encuentro entre Flora MacDonald y el Bello Príncipe Carlos en 1746.
En 2011 alrededor de 939 habitantes (el 37.72% de la población) hablaban gaélico escocés.

## Etimología
El nombre Port Rìgh se traduce como "puerto del rey", posiblemente por una visita del rey Jacobo V de Escocia en 1540. Sin embargo, esta etimología ha sido discutida, puesto que Jacobo no llegó en tiempos pacíficos. El nombre antiguo parece haber sido Port Ruighe(adh), "puerto en ladera".
Antes del siglo XVI, el nombre del asentamiento era Kiltaragleann ("la iglesia de St. Talarican"), del gaélico Cill Tharghlain.

## Turismo

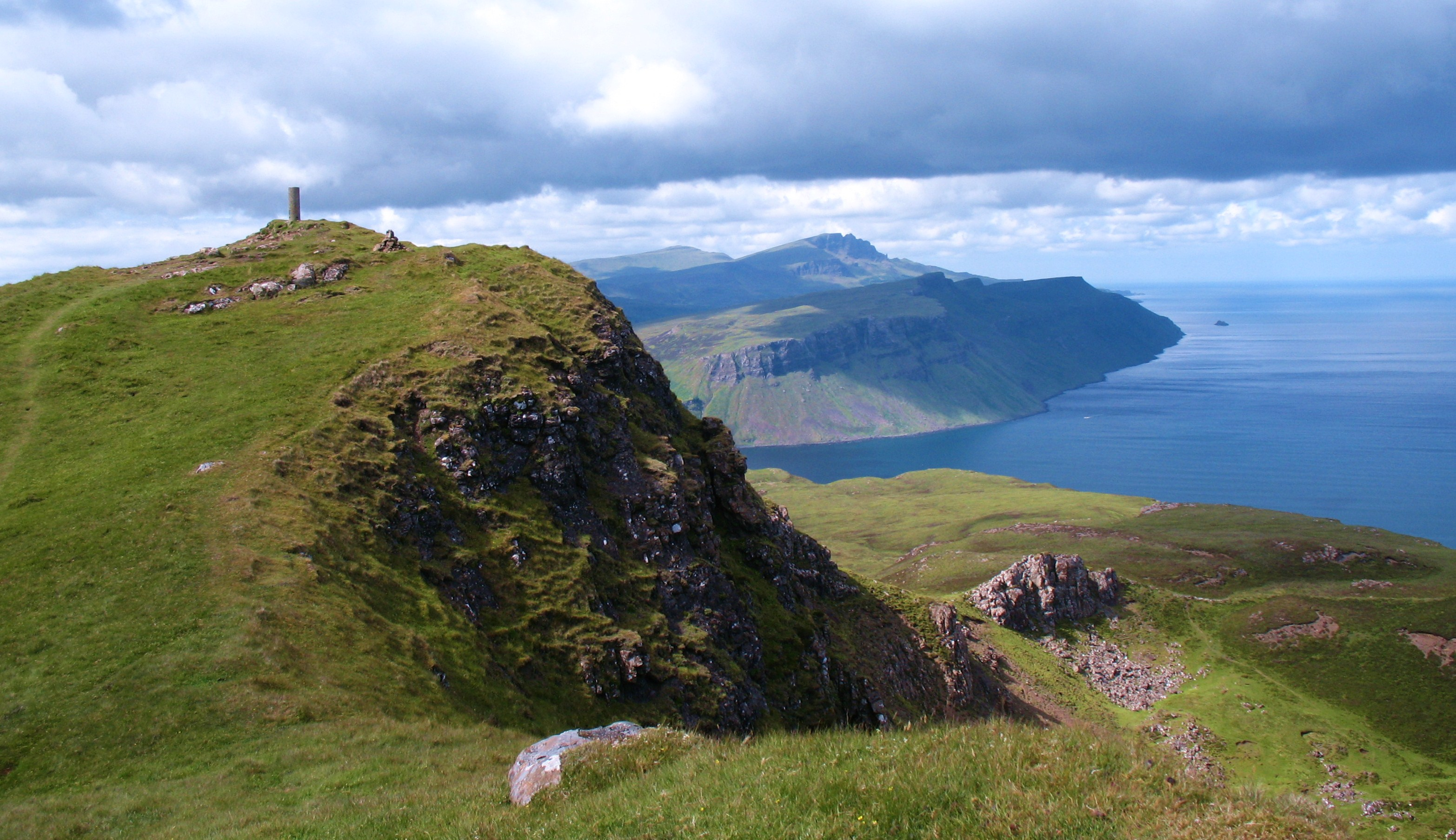
Ben Tianavaig

En noviembre de 2020 la revista Condé Nast Traveler incluyó a Portree entre "los 20 pueblos más bellos del Reino Unido e Irlanda".
Un estudio publicado a mediados de 2020 concluyó que los visitantes aportaron £ 211 millones en un solo año a la economía de la isla de Skye, antes de las restricciones de viaje impuestas debido a la pandemia originada por el COVID-19. Esta cifra disminuyó sustancialmente durante la pandemia del COVID-19. "Este es un informe importante para Skye en momentos en que la industria turística escocesa comienza una lenta recuperación de los impactos generados por el COVID-19, que han han hecho caer en más de un 50% los ingresos en la temporada turística 2020", dijo a una periodista el profesor John Lennon, de la Universidad de Glasgow Caledonian, en julio de 2020.
En 2016 más de 150 000 personas se detuvieron en el centro VisitScotland en Portree. Sin embargo, el hacinamiento durante la temporada alta ya era un problema antes de la pandemia, puesto que es el lugar más concurrido de la isla.

## Portree en la ficción
En las novelas de Harry Potter, la ciudad es la sede del Orgullo de Portree, uno de los trece equipos de Quidditch de Gran Bretaña e Irlanda.
La película Made of Honor (en España, La boda de mi novia, de Paul Weiland, 2008) también transcurre en parte en Portree, donde se muestra una rápida toma de la principal calle de la ciudad con el protagonista fumándose un cigarrillo de marihuana y riendo a carcajadas.